# Erongo
Erongo és una de les 13 regions de Namíbia i és la zona costanera més poblada del país, amb Swakopmund com a capital regional i Walvis Bay com a port més gran de la regió. Les franges de terra al nord i al sud d'aquesta aglomeració urbana són, essencialment, desert. A l'interior de la regió, també s'hi poden trobar importants mines. El nom d'Erongo prové de la serra d'Erongo

## Geografia

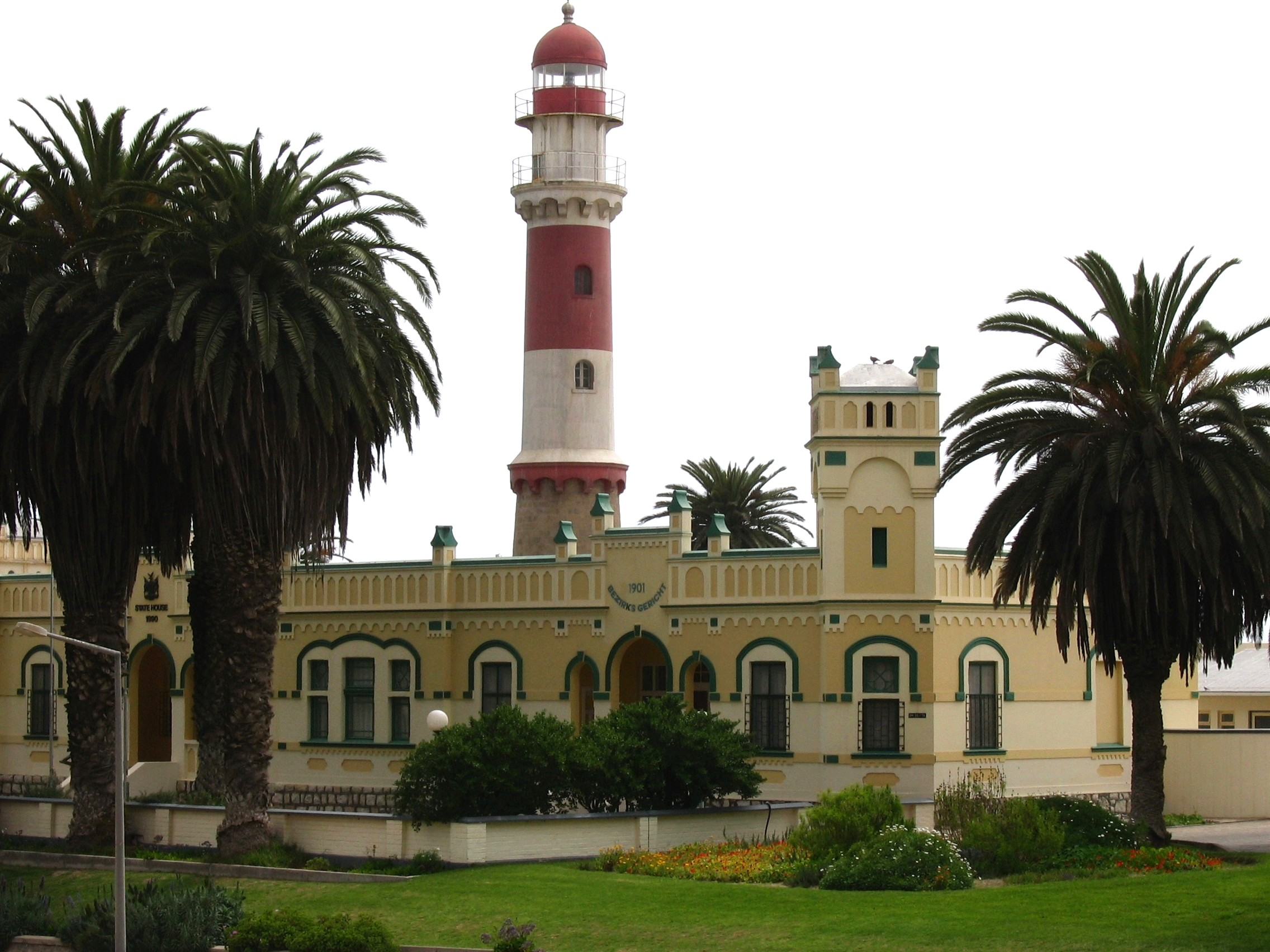
Swakopmund.

La costa occidental d'Erongo és la costa que es coneix com a costa dels Esquelets a causa de la poca profunditat de les aigües i les nombroses embarcacions que hi van embarrancar i mai més no es van poder desencallar. Tota la regió d'aquesa costa és plena de petits cursos d'aigua que, gairebé sempre, es troben secs. Sobreviure en aquestes condicions és, tant per a visitants com per a nàufrags, impossible. D'uns anys ençà, una ampla carretera paral·lela a la costa duu des de gairebé la frontera amb Angola, per la qual, a partir de l'entrada al Parc Nacional de la Costa dels Esquelets, només s'hi pot passar amb un permís especial emès a la comissaria dels rangers de Swakopmund. L'única parada que hi ha al parc és l'estació governamental de Terracebay. Cada vegada més, les poblacions com més va més grans d'animals provinents del Parc Nacional d'Etosha que hi arriben pel congost del Kowarib o pel pas de Grootberg i per tot l'Honaib i fins a la costa del Namib com ara elefants o carronyers estranys, o la hiena bruna, van representant, juntament amb la immensitat i la gran tranquil·litat del desert, l'atractiu d'un turisme especial que es desenvolupa paral·lelament i malgrat els camins bloquejats. Una carretera d'un sol sentit en direcció al salar d'Etosha i que passa pel Bosc Petrificat, és l'única alteració del medi feta per la mà humana al parc.
Més al sud, a prop de Swakopmund, hi ha l'anomenat "cap de les morses", on tot l'any s'hi poden veure grans poblacions de morses, perquè el corrent d'aigua freda de Benguela empeny els peixos cap a la superfície. De nit, també s'hi poden veure nombrosos pesquers provinents de molts països, els quals ens mostren els abundants recursos pesquers que encara hi ha a les costes d'Erongo, tot i l'alarmant augment de la població de meduses registrat els últims anys i que amenaça d'acabar amb la indústria pesquera del país.

## Política
Des de l'any 2004, el SWAPO té la majoria absoluta al Consell Regional de set membres d'Erongo, les eleccions del qual se celebren cada set anys.
| Partits | 1992 | 1998 | 2004 |
| ------- | ---- | ---- | ---- |
| SWAPO   | 3    | 2    | 5    |
| DTA     | 2    | 4    | 2    |
| UDF     | 1    | -    | -    |
| RF      | 1    | 1    | -    |

## Districtes
En la superfície de 107.629 km² d'Erongo, hi viuen 63.719 habitants repartits en els seus districtes de la manera següent (2001):
- Arandis, amb 7.477 habitants.
- Brandberg, amb 10.184 habitants.
- Karibib, amb 11.784 habitants.
- Omaruru, amb 6.792 habitants.
- Swakopmund, amb 25.442 habitants.
- Walvis Bay (ciutat), amb 40.849 habitants i
- Walvis Bay (districte), amb 623 habitants.

## Economia
La importància de l'activitat pesquera en aquesta regió fa que la vigilància pesquera de Namíbia tingui, per a la vigilància de les aigües, un patruller motoritzat destinat a la regió.